# Hebecnema angustifacialis
Hebecnema angustifacialis är en tvåvingeart som beskrevs av Mou 1984. Hebecnema angustifacialis ingår i släktet Hebecnema och familjen husflugor. Inga underarter finns listade i Catalogue of Life.